# Walter Schaffner
Walter Schaffner – szwajcarski strzelec, mistrz świata.
Był związany z gminą Buchs.
Schaffner dwukrotnie w swojej karierze stał na podium mistrzostw świata, dokonując tego wyłącznie w konkurencjach drużynowych. W 1937 roku został mistrzem świata w pistolecie dowolnym z 50 m (skład zespołu: Walter Büchi, Severin Crivelli, Ernst Flückiger, Hans Gämperli, Walter Schaffner), zaś 10 lat później wywalczył brązowy medal w tej samej konkurencji (skład drużyny: Heinz Ambühl, Ernst Flückiger, Beat Rhyner, Walter Schaffner, Alexander Specker). 

## Medale mistrzostw świata
Opracowano na podstawie materiałów źródłowych:
| Mistrzostwa    | Konkurencja                       | Wynik             | Miejsce |
| -------------- | --------------------------------- | ----------------- | ------- |
| Helsinki 1937  | Pistolet dowolny, 50 m, drużynowo | 2650 pkt. (druż.) |         |
| Sztokholm 1947 | Pistolet dowolny, 50 m, drużynowo | 2631 pkt. (druż.) |         |